# Liste der Brücken über die Potsdamer Havel
Als Potsdamer Havel, amtliches Kürzel PH wird ein Teilabschnitt des Flusses Havel in den deutschen Bundesländern Brandenburg und Berlin bezeichnet. Die Länge der Wasserstraße beträgt 29,92 Kilometer. Sie ist eine Bundeswasserstraße und gehört zur Unteren Havel-Wasserstraße. Über die Potsdamer Havel und deren unmittelbaren Nebengewässer führen mindestens 20 Brücken. Die Kilometrierung gilt für das Hauptgewässer.

## Aufbau der Liste
Die Liste fasst die vorhandenen Brücken tabellarisch zusammen und gibt Hinweise auf ehemalige bzw. Vorgängerbauwerke. Aufgenommen sind nur die in den Quellen (Literatur und Weblinks) dokumentierten Brücken. Die Nummerierung (Spalte 1) erfolgt in gedachter Reihenfolge von der Glienicker Brücke in Fließrichtung der Havel. Die Kilometrierung (Spalte 2) folgt den Angaben der Schifffahrtskarten, wobei Brücken außerhalb des Hauptfahrwassers ohne Kilometerangaben mit –– gekennzeichnet sind. Die vierte Spalte enthält die Brückennamen, wobei namenlose Brücken in Klammern gesetzt sind. Daneben sind die Orte beziehungsweise Ortsteile angegeben, in denen sie liegen. Die Textspalte „Anmerkungen“ nennt die wichtigsten Daten der Brücken und gegebenenfalls ihre ehemaligen Namen und gibt zudem Aufschluss über die Namensgebung. Die sechste und letzte Spalte verlinkt die Koordinaten der Bauwerke.
Die Symbolbilder in der Spalte Tragwerk haben folgende Bedeutung:
| Bogenbrücke mit abgehängter Fahrbahn Bogenbrücke mit obenliegender Fahrbahn Balkenbrücke Fachwerkbrücke | Schrägseilbrücke Hängebrücke Hohlkastenbrücke Steinbogenbrücke |  |

## Brückenliste
| Nummer | km                | Fotografie                                 | Name der Brücke                                         | Ort                      | Tragwerk                                                | Anmerkungen | Lage   |
| ------ | ----------------- | ------------------------------------------ | ------------------------------------------------------- | ------------------------ | ------------------------------------------------------- | --- | ------ |
| 1      | 28,610            | weitere Bilder                             | Glienicker Brücke                                       | Berlin / Potsdam         | Steinbogenbrücke · Fachwerkbrücke                       | Die Glienicker Brücke verbindet über die Havel hinweg die Städte Berlin und Potsdam. Die Brücke in der heutigen Form wurde 1907 eingeweiht. Es gab ein Vorgängerbauwerk aus Ziegelsteinen. Dieses entstand nach Plänen von Karl Friedrich Schinkel. | Karten |
| 2      | 26,760            | weitere Bilder                             | Humboldtbrücke                                          | Potsdam                  | Hohlkastenbrücke                                        | Die Humboldtbrücke wurde Mitte der 1970er Jahre gebaut. Sie ist, neben der Langen Brücke, der zweite innerstädtische Havelübergang in der Landeshauptstadt. Wenige Meter nördlich der Brücke gab es früher eine Seilfähre zwischen der Holzmarktstraße in der Berliner Vorstadt und Nowawes in Babelsberg. | Karten |
| 3      | ––                | weitere Bilder                             | Inselbrücke Potsdam Alte Fahrt der Havel                | Potsdam                  | Hohlkastenbrücke                                        | Die Fußgängerbrücke verbindet den nördlichen Teil der Freundschaftsinsel über die Alte Fahrt der Havel mit der Burgstraße in einem älteren Stadtteil von Potsdam. | Karten |
| 4      | 25,480            | weitere Bilder                             | Die Straßenbahn- und Busbrücke (östlicher Teil)         | Potsdam                  | Bogenbrücke mit obenliegender Fahrbahn                  | Die beiden Teile der Brücke wurde 2008/2009 neu gebaut zur separaten Überführung von Straßenbahn- und Buslinien über die „Neue und Alte Fahrt“ der Havel und über die Südspitze der Freundschaftsinsel. Die Brücke hat zusätzlich breite Fußwege und Radfahrspuren. Sie besteht aus zwei stählernen Bogenbrücken. | Karten |
| 5      | 25,530            | weitere Bilder                             | Lange Brücke                                            | Potsdam                  | Hohlkastenbrücke                                        | Die Lange Brücke ist der älteste innerstädtische Havelübergang in Potsdam. Die heutige Brücke, in der Zeit von 1958 bis 1961 gebaut, ist die sechste in der Potsdamer Geschichte. Sie war durch die Zerstörung der alten Brücke im Jahre 1945 notwendig geworden. | Karten |
| 6      | 25,330            | weitere Bilder                             | (Eisenbahnbrücke) am Hafen                              | Potsdam                  | Balkenbrücke                                            | Bahnstrecke Berlin–Magdeburg | Karten |
| 7      | ––                | weitere Bilder                             | (Eisenbahnbrücke) Neustädter Havelbucht                 | Potsdam                  | Bogenbrücke mit abgehängter Fahrbahn                    | Über die Brückenverbindung führt die Bahnstrecke Berlin–Magdeburg. Am 11. Mai 1995 wurde eine neue 57 Meter lange und 485 Tonnen schwere Brücke in die vorbereiteten Widerlager eingeschwommen. Die Brücke wurde in der alten Speicherstadt in Potsdam vorgefertigt und auf dem Wasserweg zum neuen Bestimmungsort transportiert. Diese Variante wurde aus Bauplatzmangel an der dicht bebauten Havelbucht gewählt. Die alte, 1995 schon neunzigjährige Brücke wurde zum Bau der neuen Brückenfundamente um etwas mehr als eine Breite in Richtung Havelbucht versetzt. Der laufende Zugbetrieb auf dieser viel befahrenen Strecke konnte dadurch fast ohne Unterbrechung weitergeführt werden. | Karten |
| 8      | 21,000            | weitere Bilder                             | (Eisenbahnbrücke) Templiner See                         | Potsdam                  | Bogenbrücke mit abgehängter Fahrbahn                    | Die Brücke führt den Berliner Außenring über die Potsdamer Havel. In den 1950er Jahren wurde ein 90 m breiter, 1.170 m langer und 10 m hoher Eisenbahndamm in den Templiner See geschüttet. Er riegelt das untere, südwestliche Drittel des Sees fast vollständig ab. Ein nur etwa 150 m breiter Durchlass ermöglicht die Verbindung zwischen den Seeteilen. Ein über Treppen zugänglicher Anbau auf der Nordseite ermöglicht die Mitbenutzung durch Fußgänger. | Karten |
| 9      | ––                | Eisenbahnbrücke Petzinsee                  | (Eisenbahnbrücke) Petzinsee                             | Geltow                   | Bogenbrücke mit abgehängter Fahrbahn                    | Eisenbahnbrücke der Umgehungsbahn. | Karten |
| 10     | ––                | Wentorfgrabenbrücke November 2009          | (Straßenbrücke) Wentorfgraben                           | Geltow                   | Bogenbrücke mit obenliegender Fahrbahn                  | Die Brücke führt die Geltower Chaussee (K 6910) über den Wentorfgraben. Die Straße ist die Verbindung von der Fähre Caputh zur Caputher Chaussee nach Geltow. Die Brücke wurde im Herbst 2009 neu errichtet und dem Verkehr übergeben. | Karten |
| 11     | 16,940            | weitere Bilder                             | Eisenbahnbrücke Caputher Gemünde                        | Caputh / Geltow          | Fachwerkbrücke                                          | Über die Brücke führt die Bahnstrecke der Umgehungsbahn, die westlich und nördlich um Berlin verläuft. Sie geht von Jüterbog über Treuenbrietzen, Beelitz, Potsdam, Wustermark, Nauen und Kremmen nach Oranienburg. In die Brücke ist ein über Treppen erreichbarer Fußgängersteg integriert. | Karten |
| 12     | 14,680            | weitere Bilder                             | Baumgartenbrücke                                        | Petzow / Geltow          | Bogenbrücke mit abgehängter Fahrbahn · Hohlkastenbrücke | Als vielbefahrenes Teilstück der heutigen Bundesstraße 1 überspannte ab 1909 die erste stählerne Bogenbrücke die Havel. An ihren Bogenenden wurden 1910 beidseits Tierfiguren des Bildhauers Stephan Walter aufgestellt. „[…] jeweils rechts ein Fischotter und links ein Windhund, aus welcher Richtung man auch kam […]“ (Festschrift) Die heutige Betonbrücke entstand 1998. | Karten |
| 13     | 0,590 Glindow-See | weitere Bilder                             | Strengbrücke                                            | Werder (Havel)           | Balkenbrücke                                            | Die Strengbrücke ist eine Brücke, über welche die Bundesstraße 1 bei Werder an der Havel über den Strenggraben, einem Durchstich von der Havel zum Glindow-See, führt. | Karten |
| 14     | ––                | Brücke über die Föse (westlicher Havelarm) | Inselbrücke                                             | Werder (Havel)           | Steinbogenbrücke                                        | Über den westlich an Werder vorbeiführenden Havelarm, welcher Föse genannt wird, gab es in den Jahrhunderten der Besiedlung der Insel mehrere Brückenbauwerke. Eine Brücke entstand im Auftrag des Soldatenkönigs Friedrich Wilhelm I. Für die auf der Insel einquartierten Soldaten, wozu auch einige „Lange Kerls“ aus seiner Leibgarde gehörten, ließ er 1736 die Brücke zur Insel erneuern. Die heutige Brücke ist ein Ersatzbauwerk, welches nach dem Zweiten Weltkrieg errichtet wurde. | Karten |
| 15     | 10,170            | weitere Bilder                             | Fuß-und Radwegbrücke Werder (Havel)                     | Werder (Havel)           | Balkenbrücke                                            | Fuß-und Radwegverbindung zwischen Potsdam, Geltow und Werder (Havel) | Karten |
| 16     | 10,200            | Eisenbahnbrücke Werder (Havel)             | (Eisenbahnbrücke) Werder                                | Werder (Havel)           | Balkenbrücke                                            | Über die Brücke führt die Bahnstrecke Berlin–Magdeburg, eine der ältesten deutschen Bahnstrecken. In die Brücke war ein über Treppen erreichbarer Fußgängersteg integriert, mit der Eröffnung der neuen Fuß-und Radwegbrücke stillgelegt. | Karten |
| 17     | --                | weitere Bilder                             | Fußwegbrücke über den Stichkanal Havelauen              | Werder (Havel)           | Balkenbrücke                                            | Die Fußwegbrücke in den Havelauen über den in den 1990er Jahren angelegten Stichkanal in Werder wurde am 6. Juni 2015 freigegeben. | Karten |
| 18     | 1,380 (Wubl.)     | weitere Bilder                             | Rad- und Fußwegbrücke über die Wublitz, (Wublitzbrücke) | Werder (Havel) / Töplitz | Balkenbrücke                                            | Die Brücke besteht aus einer Stahlkonstruktion mit kombiniertem Bogen- und Hängeträger. Die Brückenbahn besteht aus Holzbohlen. Ihre Länge beträgt 73,83 Meter. Die Stützweiten betragen zwischen dem Ufer und den Pfeilern je 19,96 Meter und zwischen den Pfeilern im Fluss 29,91 Meter. Entworfen wurde die Brücke von Richard Johann Dietrich und gebaut von 1998 bis 1999. | Karten |
| 19     | 4,120 (Wubl.)     | Wublitzbrücke                              | Straßenbrücke Grube – Leest                             | Werder (Havel) / Potsdam | Balkenbrücke                                            | Die erste Brücke aus Holz wurde 1899 errichtet, um eine bessere Anbindung für die Insel Töplitz nach Potsdam zu schaffen. Auf Grund des steigenden Verkehrs wurde 1932 eine neue Brücke aus Stahl errichtet. Diese wurde kurz vor Kriegsende 1945 zerstört. Der Ersatzbau dieser Brücke verläuft etwas nördlicher als die ursprünglichen Linienführung. Die L 902 führt über die Brücke und verbindet Potsdam mit der über die Anschlussstelle Leest angebundenen BAB 10. | Karten |
| 20     | 6,850             | weitere Bilder                             | Havelbrücke Werder A 10                                 | Werder (Havel)           | Hohlkastenbrücke                                        | Die Havelbrücke ist eine zweistegige durchlaufende Stahlträgerbrücke mit 704 Meter Länge und elf Öffnungen sowie Stützweiten von 55 Metern in den beiden Endfeldern und 66 Metern bei den Innenfeldern. | Karten |

## Karten
- Folke Stender: Redaktion Sportschifffahrtskarten Binnen 1 Nautische Veröffentlichung Verlagsgesellschaft, ISBN 3-926376-10-4.
- W. Ciesla, H. Czesienski, W. Schlomm, K. Senzel, D. Weidner: Schiffahrtskarten der Binnenwasserstraßen der Deutschen Demokratischen Republik 1:10.000. Band 3. Herausgeber: Wasserstraßenaufsichtsamt der DDR. Berlin 1988. OCLC 830889996